# Heidrun (mythologie)
Pour les articles homonymes, voir Heidrun.
 (août 2009).
Si vous disposez d'ouvrages ou d'articles de référence ou si vous connaissez des sites web de qualité traitant du thème abordé ici, merci de compléter l'article en donnant les références utiles à sa vérifiabilité et en les liant à la section « Notes et références ».

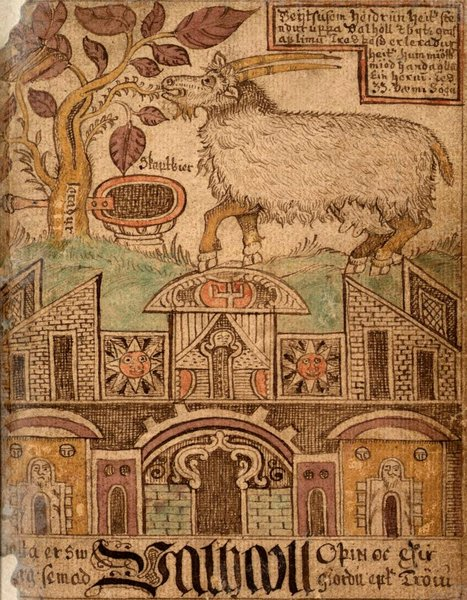
Heidrun
Manuscrit islandais du XVIIIe siècle.

Dans la mythologie nordique, Heidrun (Heiðrún en vieux norrois) est la chèvre qui se nourrit des feuilles de l'arbre Læradr (v. isl. Hléraðr, "celui qui procure le repos"). De ses pis sort une abondante quantité d'hydromel qui emplit une cuve (le chaudron Eldhrímnir) et qui est recueilli par Andhrimnir, le cuisinier divin, afin que les dieux et les Einherjar (guerriers d'Odin) puissent s'en abreuver.

## Edda de Snorri
| Geit sú er Heiðrún heitir stendr uppi á Valhöll ok bítr barr af limum trés þess er mjök er nafnfrægt, er Léraðr heitir, en ór spenum hennar rennr mjöðr sá er hon fyllir skapker hvern dag. Þat er svá mikit at allir einherjar verða fulldruknir af. - | A goat called Heiðrún stands up [on its hind-legs] in Valhalla biting the buds off the branches of that very famous tree which is called Læradr. From her teats runs the mead with which every day she fills a cauldron, which is so big that all the Einherjar can drink their fill from it. - Young's translation |  |

(Heiðrún, la chèvre,  se tient au sommet du Valhalla. Elle croque les bourgeons aux branches de cet arbre si fameux, celui qu'on appelle  Læraðr. De ses mamelles gicle l'hydromel dont elle remplit chaque jour un chaudron si grand que tous les Einherjar peuvent y boire tout leur saoul.),

## Sources
1. ↑  Snorri Sturluson, L'Edda, annotée par François-Xavier Dillman, note 3 du chapitre 39
2. ↑  Gylfaginning, chapitre 39
3. ↑  « Heiðrun », sur Fafnir (consulté le 15 octobre 2020)
4. ↑  Pierre-Henri Mallet, Edda, ou Monumens de la mythologie et de la poésie des anciens peuples du Nord (3e édition), Genève, Paris, 1787 (lire en ligne), p. 176